# Jaco Venter
Jaco Venter (Stellenbosch, 13 febbraio 1987) è un ex ciclista su strada sudafricano, professionista dal 2011 al 2019.

## Palmarès
- 2009 (dilettanti)

Campionati sudafricani, Prova a cronometro
- 2016 (Dimension Data, una vittoria)

Campionati sudafricani, Prova in linea

## Piazzamenti

### Grandi Giri
- Giro d'Italia

2016: 101º
2018: 95º
- Tour de France

2017: 162º
- Vuelta a España

2014: 123º
2015: 122º
2016: 145º
2019: 129º

### Classiche monumento
- Milano-Sanremo

2013: 103º
2014: 88º
2015: 100º
- Giro delle Fiandre

2014: ritirato
2018: 95º
- Parigi-Roubaix

2018: ritirato
- Liegi-Bastogne-Liegi

2014: 108º
2017: 140º
- Giro di Lombardia

2016: ritirato
2019: ritirato

### Competizioni mondiali
- Campionati del mondo su strada

Stoccarda 2007 - In linea Under-23: 104º
Varese 2008 - In linea Under-23: 43º
Mendrisio 2009 - Cronometro Under-23: 40º
Mendrisio 2009 - In linea Under-23: ritirato
Limburgo 2012 - Cronosquadre: 23º
Richmond 2015 - In linea Elite: non partito